# Georges Delerue
Georges Delerue (ur. 12 marca 1925 w Roubaix, zm. 20 marca 1992 w Los Angeles) – francuski kompozytor muzyki filmowej.
Laureat Oscara za najlepszą muzykę do filmu Mały romans (1979), oraz trzech Cezarów w tej samej kategorii za filmy Przygotujcie chusteczki (1978), Uciekająca miłość (1979) i Ostatnie metro (1980).
Zasiadał w jury konkursu głównego na 42. MFF w Cannes (1989).

## Filmografia
- 1959: Hiroszima, moja miłość
- 1960: Strzelajcie do pianisty
- 1961: Tak długa nieobecność
- 1962: Miłość dwudziestolatków
- 1966: Oto jest głowa zdrajcy
- 1969: Anna tysiąca dni
- 1972–1973: Królowie przeklęci
- 1973: Dzień Szakala
- 1975: Najważniejsze to kochać
- 1977: Julia
- 1978: Przygotujcie chusteczki
- 1979: Uciekająca miłość
- 1979: Mały romans
- 1980: Ostatnie metro
- 1981: Bogate i sławne
- 1981: Kobieta z sąsiedztwa
- 1983: Byle do niedzieli
- 1983: Silkwood
- 1985: Tajemnica klasztoru Marii Magdaleny
- 1986: Miecz Gideona
- 1986: Pluton
- 1986: Salwador
- 1986: Zbrodnie serca
- 1987: Ucieczka z Sobiboru
- 1988: Wariatki
- 1988: Zabić księdza
- 1989: Stalowe magnolie
- 1991: Czarna suknia
- 1992: Diên Biên Phu